# مسجد كامبونج بوكيت سوات
مسجد كامبونج بوكيت سوات يقع المسجد في أولو بيليت، والتي تقع على بعد حوالي خمسة وستين كيلومتر من بلدة بيليت في بروناي .

## البناء
تم بناء مسجد كامبونج بوكيت سوات في عام 1990، واكتمل البناء بعد عامين في 1992، وتبلغ قدرة المسجد الاستيعابية لحوالي 120 مصلي في وقت واحد.